# Corbins (ort)
Corbins är en ort i Spanien.   Den ligger i provinsen Província de Lleida och regionen Katalonien, i den östra delen av landet, 400 km öster om huvudstaden Madrid. Corbins ligger 176 meter över havet och antalet invånare är 1 164.
Terrängen runt Corbins är huvudsakligen platt. Corbins ligger nere i en dal. Runt Corbins är det ganska tätbefolkat, med 54 invånare per kvadratkilometer. Närmaste större samhälle är Lleida, 9,8 km sydväst om Corbins. Trakten runt Corbins består till största delen av jordbruksmark.